# Zaitzeviaria zeylanica
Zaitzeviaria zeylanica is een keversoort uit de familie beekkevers (Elmidae). De wetenschappelijke naam van de soort werd in 1982 gepubliceerd door Jäch.